# Cutremurul din Laghman (2013)
Cutremurul din Laghman a fost un cutremur de magnitudine 5,6, cu epicentrul la 11 km de Mehtar Lam, capitala provinciei afgane Laghman, la ora 09:25 UTC pe 24 aprilie 2013.
Cutremurul a avut loc la adâncimea de 6,6 kilometri de suprafața. Mișcarea seismică a fost resimțită și în Pakistan și India. Nu au existat rapoarte imediate despre accidente sau răniri.

## Daune și victime
- Provincia Nangarhar: 17 morți, 126 răniți, 300 de case avariate.[6]
- Provincia Kunar: 1 mort, 4 răniți, 45 de case avariate.